# Jüdischer Verlag

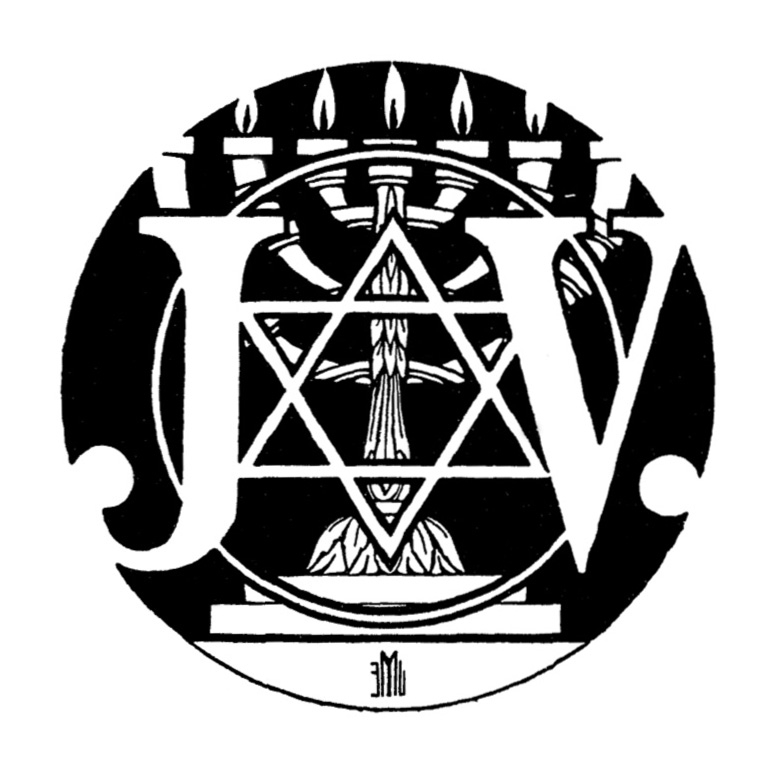
Signet des Jüdischen Verlags von E. M. Lilien

Der Jüdische Verlag war ein wichtiger zionistischer Verlag in Berlin und Köln von 1902 bis 1938. Zu den Mitbegründern gehörte Martin Buber.

## Geschichte

Berlin 1902: Gründungsmitglieder des Jüdischen Verlags; v. l. n. r.: (stehend) Ephraim Moses Lilien, Chaim Weizmann, Davis Trietsch, (sitzend) Berthold Feiwel und Martin Buber

Ende 1901 wurde der Jüdische Verlag von einem Initiativkreis mit Martin Buber, Chaim Weizmann, Ephraim Moses Lilien, Berthold Feiwel und Davis Trietsch gegründet, kurz vor dem fünften Zionistischen Kongress von Ende Dezember 1901. Er wurde im Oktober 1902 in das Berliner Handelsregister als GmbH eingetragen. Der Geschäftssitz war in der Budapester Straße 11.
1906 zog der Verlag nach Köln wegen wirtschaftlicher Probleme um. Dort nahm der Kaufmann David Wolffsohn Veränderungen der ökonomischen Struktur vor. Berthold  Feiwel leitete ihn  noch bis 1907.
1911 zog der  Verlag wieder nach Berlin. Neuer Leiter wurde Ahron Eliasberg
1918/1919 wurde parallel der Welt Verlag gegründet, der vor allem belletristische Literatur herausgab. 1920 übernahmen Siegmund Kaznelson die Geschäftsführung und Martin Buber die literarische Leitung des Jüdischen Verlages. Diese prägten  das Verlagsprogramm, das nun vor allem aus zionistischen Schriften und Nachschlagewerken bestand.
Ab 1933 konnte der Jüdische Verlag nur noch unter großen Behinderungen weiterarbeiten. Mit der Emigration Kaznelsons 1937 hörte er praktisch auf zu bestehen, 1938 wurde er offiziell aufgelöst.

## Publikationen (Auswahl)

### Überblick

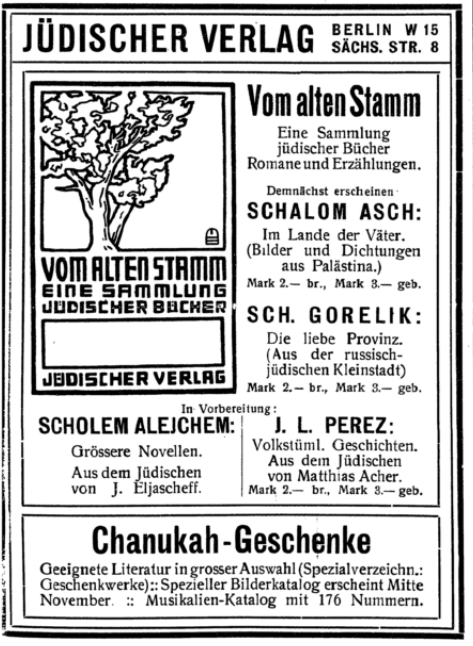
Anzeige, 1912

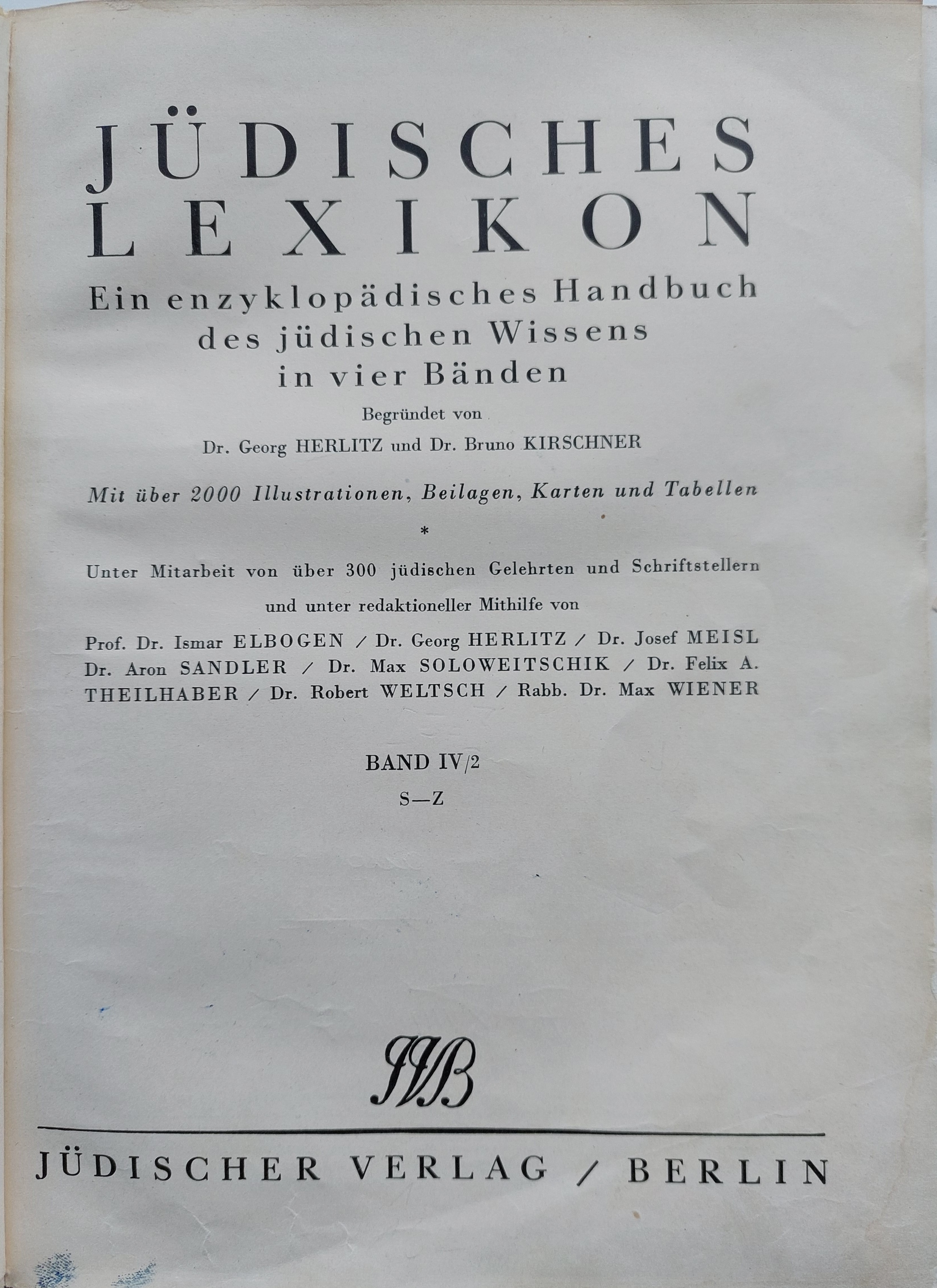
Jüdisches Lexikon, Band IV,2 (1930)

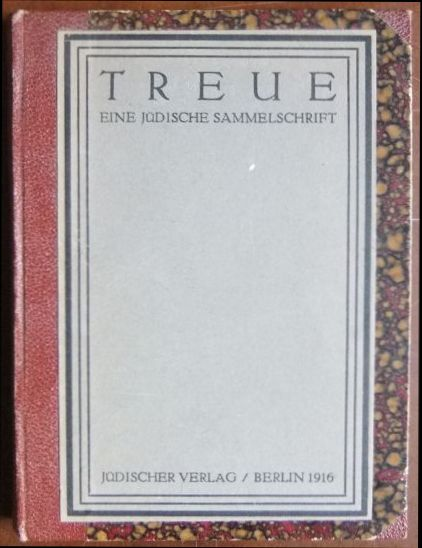
Leo Herrmann (Hrsg.): Treue: Eine jüdische Sammelschrift. (1916). „Wir lasen über Agnon zuerst in einer kleinen literarischen Sammelschrift, … die für die jungen Zionisten bestimmt war, die im Felde standen.“ (Gershom Scholem, Judaica 2, Suhrkamp, 1970)

Im Jüdischen Verlag erschienen Werke von Schalom Asch, Chaim Nachman Bialik, Martin Buber, Simon Dubnow, Schemarja Gorelik, Theodor Herzl, Theodor Lessing, Jizchak Leib Perez, David Pinski und anderen. Es wurde auch das Jüdische Lexikon und eine Ausgabe des Babylonischen Talmud herausgegeben.

### Einzelne Werke

#### 1902–1916
- Juedischer Almanach 5663, 1902/1903
- Berthold Feiwel: Junge Harfen. Eine Sammlung jungjüdischer Gedichte, 1903
- Heinrich York-Steiner: Der Talmudbauer. Erzählungen, 1903
- Martin Buber: Lesser Ury, 1904
- J. L. Perez: Ausgewählte Erzählungen, 1905
- David Pinski: Eisik Scheftel. Ein jüdisches Arbeiterdrama in drei Akten. Autorisierte Übertragung aus dem jüdischen Manuskript von Martin Buber. 1905[?]
- Stenographisches Protokoll der Verhandlungen des VII. Zionisten-Kongresses und des außerordentlichen Kongresses in Basel 27.–31.Juli, 1. und 2. August, 1905
- Stenographisches Protokoll der Verhandlungen des XIII. Zionisten-Kongresses im Haag vom 14. bis inklusive 21. August 1907, 1907
- Max Nordau: Zionistische Schriften, Hrsg. vom Zionistischen Aktionskomitee, 1909
- J. H. Kann: Erez Israel., Das jüdische Land, 1909
- Zionistischer Hilfsfond in London (Hrsg.): Die Judenpogrome in Russland, 2 Bände, 1910
- Arthur Ruppin: Die Juden der Gegenwart. Eine sozialwissenschaftliche Studie, 1911
- Heinrich Loewe: Die Sprachen der Juden, 1911
- Max Besser: Die Juden in der modernen Rassentheorie,  1911
- Heinrich Loewe: Die Juden in der katholischen Legende, 1912
- Elias Auerbach: Palaestina als Judenland., Hrsg. vom Aktionskomitee der zionistischen Organisation, 1912
- Davis Trietsch: Palaestina Handbuch, 1912
- Scholem Asch: Im Lande der Väter. Bilder und Dichtungen aus Palästina (= Von Alten Stamm. Sammlung jüdischer Bücher), 1912
- Schmarja Gorelik: Die liebe Provinz. (= Vom alten Stamm. Eine Sammlung jüdischer Bücher), 1912[?]
- Theodor Zlocisti: Am Tor des Abends. Lieder vom Heimweg, Gedichte, um 1912
- Sussman Kisselhof: Das jüdische Volkslied, 1913
- Alfred Feilchenfeld (Hrsg.): Denkwürdigkeiten der Glückel von Hameln. Aus dem Jüdisch-Deutschen übersetzt, mit Erläuterungen versehen und hrsg. v. Alfred Feilchenfeld, 1913, Neuauflagen 1920, 1923
- Jizchok Leib Perez: Volkstümliche Erzählungen (= Vom alten Stamm. Eine Sammlung jüdischer Bücher), 1913
- Achad Haam (d. i. Ginzberg):  Am Scheidewege. aus dem Hebräischen von Israel Friedlaender. Zweite verbesserte und vermehrte Auflage. 2 Bände. 1913–1916.
- E. W. Tschlenoff: Fünf Jahre der Arbeit in Palästina, aus dem Russischen, 1913
- Schalom Asch: Kleine Geschichten aus der Bibel, aus dem Jiddischen übersetzt und bearbeitet von Helene Sokolow, 1914.
- Adolf Friedemann: Das Leben Theodor Herzls, 1914, Neuauflage 1919
- Hugo Herrmann (Hrsg.): Chad Gadja. Das Pessachbuch, 1914
- Leo Herrmann (Hrsg.): Treue. Eine jüdische Sammelschrift, 1916
- Ludwig Franz Meyer: Gedichte, 1916

#### 1918–1932
- Daniel Deronda: George Eliot, deutsch von  A. Strodtmann. Gekürzt und herausgegeben von Alexander  Eliasberg, 1918
- Jakob Klatzkin: Probleme des modernen Judentums, 1918
  - Krisis und Entscheidung im Judentum. Der Probleme des modernen Judentums, 2., ergänzte Auflage, 1921
- Majer Balaban: Die Judenstadt von Lublin, 1919
- Sch. Gorelik: Fünf Jahre im Lande Neutralien. Schweizer Kriegserlebnisse eines jüdischen Schriftstellers, 1919
- Arthur Ruppin: Der Aufbau des Landes Israel. Ziele und Wege jüdischer Siedlungsarbeit in Palästina, 1919
- Edom: Berichte jüdischer Zeugen und Zeitgenossen über die Judenverfolgungen während der Kreuzzüge, 1919
- Martin Buber, Helene H. Cohn: Drei Legenden, 1920
- Martin Buber: Die Jüdische Bewegung. Gesammelte Aufsätze und Ansprachen. 1900–1914, 1920
- Simon Dubnow: Die neueste Geschichte des jüdischen Volkes 1789/1914. 3 Bände, deutsch von Alexander Eliasberg, 1920–1923
- Jiskor. Ein Buch des Gedenkens an gefallene Wächter und Arbeiter im Lande Israel. Deutsche Ausgabe. Geleitwort von Martin Buber 1920
- Joseph Klausner: Geschichte der Neuhebräischen Literatur, 1921
- Simon Bernfeld: Die jüdische Literatur. Erster Teil. Bibel, Apokryphen und Jüdisch-Hellenistisches Schrifttum, 1921
- Abraham Robinsohn: David Wolffsohn. Ein Beitrag zur Geschichte des Zionismus, 1921
- Helene H. Cohn: Frauenfragen in Palästina, 1921
- David Koigen: Der moralische Gott. Eine Abhandlung über die Beziehungen zwischen Kultur und Religion, 1922
- Theodor Herzls Tagebücher 1895–1904., 3 Bände, 1922/1923
- Sammy Gronemann: Hawdoloh und Zapfenstreich. Erinnerungen an die ostjüdische Etappe 1916–18. Mit Zeichnungen von Magnus Zeller, 1924
- Mendele Moicher Sfurim : Schloimale. Mit Vorspruch, 1924
- Joseph Trumpeldor: Tagebücher und Briefe, 1925
- Simon Dubnow: Weltgeschichte des jüdischen Volkes. Von seinen Uranfängen bis zur Gegenwart. In zehn Bänden. Autorisierte Übersetzung aus dem Russischen von Dr. A. Steinberg, 1925–1929
- Sammy Gronemann: Schalet. Beiträge zur Philosophie des „Wenn schon“, 1927
- Emil Bernhard Cohn (Hrsg.): Jüdischer Kinderkalender. Erster Jahrgang. 5689. 1928/29, 1927
- Georg Herlitz, Bruno Kirschner (Hrsg.): Jüdisches Lexikon. Ein enzyklopädisches Handbuch des jüdischen Wissens in vier Bänden. Unter Mitarbeit von über 250 jüdischen Gelehrten und Schriftstellern und unter redaktioneller (…), 1927–1930, 4 Bände
- Babylonischer Talmud, übersetzt von  Lazarus Goldschmidt, 1928–1936, 12 Bände
- Theodor Herzl. Ein Gedenkbuch zum 25. Todestage. Hrsg. Exekutive der Zionistischen Organisation, 1929
- Aharon David Gordon: Erlösung durch Arbeit. Ausgewählte Aufsätze. Aus dem Hebräischen übersetzt und eingeleitet von Viktor Kellner, 1929
- Simon Dubnow: Geschichte des Chassidismus, Aus dem Russischen von A. Steinberg, 2 Bände, 1931